# إم دي إيه

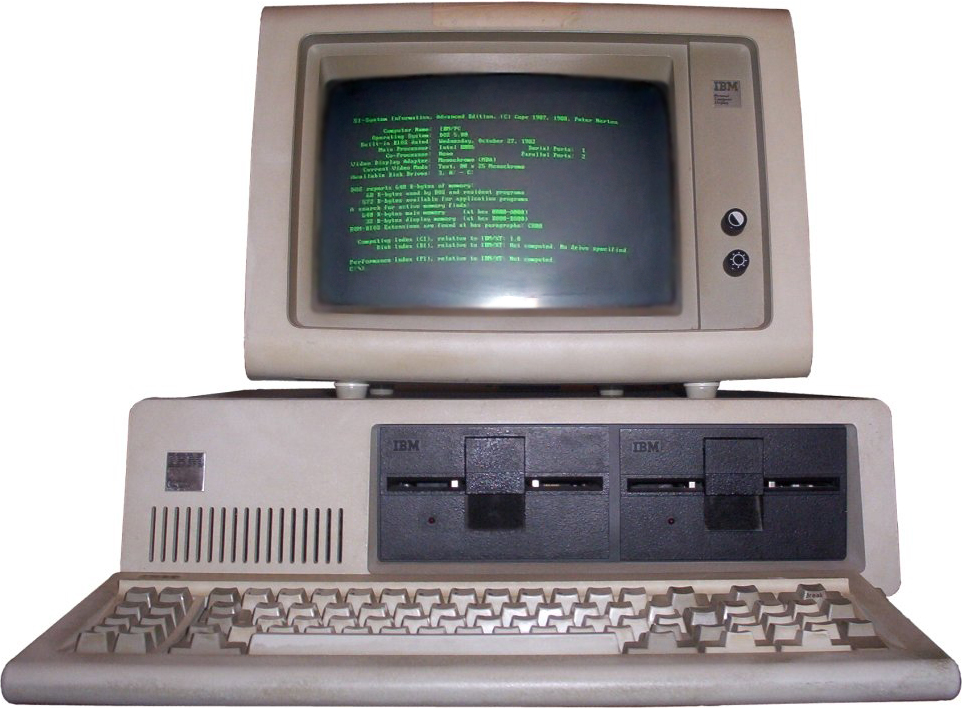
شاشة عرض خضراء تعرض نص من وحدة عرض أحادية اللون

أم دي إيه (بالإنجليزية: Monochrome Display Adapter MDA)‏ قُدمت عام 1981 معيار لبطاقات العرض المرئي لأجهزة الحاسوب من شركة أي بي أم. وهي لا تحوي صيغة عرض رسومات من أي شكل، فهي تقدم فقت صيغة نص أحادي اللون، التي يمكنها عرض أحرف نصوص 80 عاموديا و25 أفقيا.